# Hàm Kiệm
Hàm Kiệm là một xã thuộc huyện Hàm Thuận Nam, tỉnh Bình Thuận, Việt Nam.
Xã Hàm Kiệm có diện tích 60,83 km², dân số năm 1999 là 6257 người, mật độ dân số đạt 103 người/km².